# FREAKY
『FREAKY』（精彩蛻變）為2007年6月27日發行之日本歌手・倖田來未第36th單曲。

## 附註
- 本作為「4 hot wave」以來收錄4曲的單曲，4曲皆為A面曲。6th 原創專輯「Kingdom 倖感王國」僅收錄4曲中的標題曲「FREAKY」。
- 本作共發行2形態4版本。CD的收錄內容隨「初回版」、「通常版」各不同。
- 初回盤收錄曲為新曲4曲＋Kaskade、福富幸宏等知名混音師的4省混音曲所組成。另外，初回版購入者贈送海報。
- 通常盤收錄曲為新曲4曲＋4曲Instrumental。
- 「FREAKY 精彩蛻變」為HONDA「ZEST SPORTS」廣告曲。
- 「天空」為東芝手機「SoftBank 815T」電視廣告曲。
- 「Run For Your Life」為高絲・VISEE 廣告曲。
- 「girls」為柏青哥公司SANKYO「KODA KUMI FEVER LIVE IN HALL」廣告曲。
- 本作為『悲夢之歌/我倆…』以來第4張獲得Oricon周間排名第1名的單曲。

## 發行版本
（各初回、通常版 CD收錄曲目不同）
- CD+DVD
- CD ONLY

## 曲目

### CD（初回版）
1. FREAKY 精彩蛻變
作詞：Kumi Koda　作曲・編曲：Tommy Henriksen
2. 天空
作詞：Kumi Koda　作曲・編曲：Jin Nakamura
3. Run For Your Life
作詞：Kumi Koda　作曲：Hiten Bharadia、Philippe-Marc Anquetil、Christopher Lee-Joe
4. girls
作詞：Kumi Koda　作曲：Kosuke Morimoto　編曲：h-wonder
5. FREAKY 精彩蛻變 （Surtek Collective's Action Remix featuring Peter Rap）
6. 天空 （Yukihiro Fukutomi Remix）
7. Run For Your Life （Kaskabe Remix）
8. girls （CUBISMO GRAPHICO Beach Girls MIX）

### CD（通常版）
1. FREAKY 精彩蛻變
2. 天空
3. Run For Your Life
4. girls
5. FREAKY 精彩蛻變 （Instrumental）
6. 天空 （Instrumental））
7. Run For Your Life （Instrumental）
8. girls （Instrumental）

### DVD
※DVD收錄的內容初回版・通常版共通
1. FREAKY 精彩蛻變 （MUSIC VIDEO）
2. Run For Your Life （MUSIC VIDEO）
3. FREAKY 精彩蛻變 （making）
4. Run For Your Life （making）